# Carlos Filipe Ximenes Belo
Carlos Filipe Ximenes Belo (Baukau (Timor Oriental), 1948) és un bisbe catòlic, religiós salesià, administrador apostòlic de Dili i Premi Nobel de la Pau el 1996.

## Orígens familiars
Va néixer el 3 de febrer de 1948 a l'aldea de Wailakama, població situada al districte de Baukau, a la costa nord de Timor Oriental, aleshores colònia portuguesa, enmig d'una família molt senzilla, essent el cinquè de sis germans, quatre nois i dues noies. El seu pare, professor i catequista, va morir quan ell tenia 2 anys. Sense la manutenció paternal Ximenes Belo, sent molt petit, es va veure obligat a haver de demanar arròs en els pobles propers.

## Inici de la seva vocació
Des dels 5 als 14 anys, la seva vida va estar lligada al pastoratge de búfals. Després de cursar estudis primaris a Bacau, va ingressar l'any 1962 al seminari de Menegah, prop de Dili. Tenia llavors 14 anys i la seva vocació no estava molt definida. Al principi va voler ser jesuïta, però el seu pare espiritual el va advertir que a la Companyia de Jesús no es permetia ser bisbe, per la qual cosa va decidir ingressar en el seminari dels Salesians d'Ossu. Després va passar al seminari menor de Dare, als afores de Dili, on es va graduar el 1968.
Més tard es traslladaria al seminari de Manique, a Portugal, i va estudiar Teologia a Estoril. Després completaria els seus estudis en la Universitat Pontifícia Salesiana de Roma. Aquest últim període de formació es va estendre des de 1969 fins al 1981, amb un parèntesi entre 1974 i 1976, en el qual va ocupar destinacions pastorals a Timor Oriental i al col·legi salesià Dom Bosco, de Macao.
De retorn a Portugal, Ximenes Belo va ser ordenat sacerdot, cantant la seva primera missa el 26 de juliol de 1980 a Lisboa. Aquest mateix any es va llicenciar en Teologia Espiritual i el juliol de 1981 va tornar a Timor Oriental en ser nomenat mestre de novicis salesians a la Casa de Fatumaca, tasca que va desenvolupar durant 20 mesos i va compatibilitzar durant altres 2 mesos amb el lloc de director del centre.
El 1983 el Papa Joan Pau II el va nomenar administrador apostòlic de Dili, en substitució de Martinho da Costa Lopes, una administració de dependència directa del Sant Pare. Posteriorment, el 1988 fou ordenat bisbe de la diòcesi extinta italiana de Lorium, al Laci, però sense deixar les seves responsabilitats com a administrador de la de Dili.

## Defensor dels Drets humans
Ximenes Belo sovint visità els poblats controlats per l'exèrcit indonesi i en els quals les dones eren maltractades i violades. El bisbe, gran defensor dels drets humans, va començar així a denunciar la situació a través de la predicació i cartes pastorals.
Des d'aquell moment inicià una crítica moderada però sistemàtica de la presència militar indonèsia a l'illa de Timor, i ha contribuït a confeccionar llistes de desapareguts i a donar coneixements dels abusos que s'estaven cometent. També s'ha manifestat contra els mètodes dels combatents per la independència (el Fretilin), a qui acusava de provocar al govern al dedicar-se a matar i a robar.
Al maig de 1989 Ximenes Belo va provocar la ira de les autoritats d'Indonèsia per una carta demanant que l'ONU iniciés un procés de descolonització,mitjançant la celebració d'un referèndum, a Timor Oriental, ex colònia portuguesa ocupada per Indonèsia des de 1975. Ximenes Belo, però, no va rebre resposta.
El març de 1995 va arribar a acusar l'exèrcit d'Indonèsia de voler assassinar-lo en dues ocasions. La primera el 1989, amb motiu de la carta enviada a l'ONU, i la segona al novembre de 1991, quan un grup de parlamentaris portuguesos planejava anar a Timor Oriental. Un tercer intent d'assassinat el va sofrir el 24 de desembre de 1996.

## Premi Nobel de la Pau
La seva gran lluita per aconseguir la pau i la justícia en la seva terra li va valer l'11 d'octubre de 1996 la concessió del Premi Nobel de la Pau, compartit amb José Ramos-Horta. Ambdós van ser premiats per la seva llarga labor a la recerca d'una solució pacífica al conflicte de Timor Oriental.
La concessió del premi a Belo va provocar tota mena de reaccions. Mentre que la classe política portuguesa, el Vaticà i Amnistia Internacional es van congratular pel guardó, el govern del general Suharto va dir que la decisió era injustificada i no tenia fonament.
Després de la caiguda, el maig de 1998, del president Suharto, el 24 de juny d'aquell any es va entrevistar amb el nou president d'Indonèsia, Jusuf Habibie, qui li va prometre la retirada gradual de les tropes a Timor Oriental, una de les peticions de Ximenes Belo a les quals se sumaven la realització d'un referèndum d'autodeterminació o l'ensenyament del Tetum, llengua autòctona, a les escoles.
El 19 de febrer de 1998 va ser nomenat doctor honoris causa per la Universitat Pontifícia Salesiana de Roma. El 6 d'agost va ser condecorat amb la Gran Creu de l'Orde de la Llibertat pel president portuguès, Jorge Sampaio.
En els següents sis mesos va declinar l'oferiment per a mantenir nous contactes amb els responsables polítics d'Indonèsia en tant no es complissin les seves exigències. Va valorar positivament el nou oferiment de Habibie de possible independència, efectuat a la fi de gener de 1999, encara que això dependria del nou Parlament indonesi que sortís de les eleccions de juny, si bé el bisbe Ximenes Belo temia que aquest procés podria ser extremandament lent. Va demanar la fi de les hostilitats entre els partidaris i detractors de la independència del país i que un Tribunal Internacional jutgés les violacions dels drets humans comeses durant els 23 anys de domini indonesi.
Després de donar suport a l'acord arribat entre Portugal i Indonèsia el 5 de maig del mateix any, pel qual l'illa gaudiria d'una àmplia autonomia, a la fi de juny va promoure la celebració a Djakarta d'unes converses per la reconciliació, a la qual van assistir representants dels bàndols de timorans en conflicte, si bé no va culminar amb acords substancials. Finalment, el referèndum sobre l'àmplia autonomia, supervisat per l'ONU, es va celebrar el 30 d'agost de 1999, després d'un ajornament per problemes de logística i seguretat.
Després d'aconseguir la independència de Timor Oriental, el 20 de maig de 2002, la salud del bisbe va començar a decaure a causa de la pressió dels esdeveniments que havia viscut. El papa Joan Pau II acceptà la seva dimissió com a administrador apostòlic de Dili el 26 de novembre de 2002. Ja retirat, Ximenes Belo viatjà a Portugal per tal de rebre tractament mèdic. A principis de 2004, va rebre diverses peticions de presentar-se candidat a la presidència de la república de Timor Oriental, però el maig declarà a la televisió estatal portuguesa que no autoritzaria que el seu nom fos considerat per al nomenament: "He decidit deixar la política per als polítics", afirmà.
Amb la salut restablerta, el juliol de 2004 Ximenes Belo acceptà l'encàrrec pontifici de fer treball missioner a la diòcesi de Maputo, a Moçambic, com a membre de la congregació dels Salesians.